# Избори за Скупштину Црне Горе 1996.
Избори за посланике у Скупштину Републике Црне Горе 1996. су избори за посланике у Скупштини Црне Горе, који су одржани 3. новембра 1996. године. Избори су одржани по комбинованом систему, који је подразумевао подјелу Црне Горе на изборне јединице, са знатно различитим бројем бирача и посланичких мјеста. Законска рјешења о обрачуну гласова и расподјели посланичких мандата фаворизовала су велике странке и омогућавала преливање гласова приликом утврђивања коначне расподјеле мандата. Захваљујући изборном систему и фаворизованом положају у политичком и друштвеном животу, на изборима је побједила Демократска партија социјалиста Црне Горе, која је освојила апсолутну већину мандата. Након конституисања новоизабраног скупштинског сазива, за предсједника и потпредсједника Скупштине Црне Горе изабрани су Светозар Маровић и Зоран Жижић, док је за предсједника Владе Црне Горе изабран Мило Ђукановић.

## Резултати
| Странке/Коалиције | Гласови | %     | Мандати   |
| --- | ------- | ----- | --------- |
| Демократска партија социјалиста Црне Горе | 150.237 | 49,92 | 45        |
| Народна слога - Народна странка - Либерални савез Црне Горе | 74.963  | 24,91 | 19 (11+8) |
| Социјалдемократска партија Црне Горе | 16.608  | 5,52  | 0         |
| Српска радикална странка др Војислав Шешељ | 12.963  | 4,31  | 0         |
| Странка демократске акције Црне Горе | 10.167  | 3,38  | 3         |
| Српски савез - Српска саборна странка - Странка српског јединства | 5.848   | 1,94  | 0         |
| Демократски савез у Црној Гори | 5.289   | 1,76  | 2         |
| Комунисти Црне Горе - Савез комуниста - Покрет за Југославију - Савез комуниста Црне Горе - Демократска комунистичка партија Црне Горе - Нови комунистички покрет Југославије | 5.176   | 1,72  | 0         |
| Демократска унија Албанаца | 3.849   | 1,28  | 2         |
| Комунистичка партија Југославије у Црној Гори | 1.728   | 0,57  | 0         |
| Југословенска удружена левица у Црној Гори | 1.668   | 0,55  | 0         |
| Српска демократска странка Црне Горе | 1.603   | 0,53  | 0         |
| Српска радикална странка Црне Горе | 861     | 0,29  | 0         |
| Еколошки покрет Црне Горе | 711     | 0,24  | 0         |
| Странка природног закона Црне Горе | 452     | 0,15  | 0         |
| Демохришћанска (православна) странка | 446     | 0,15  | 0         |
| Странка заштите штедних улога | 380     | 0,13  | 0         |
| Странка националне равноправности | 214     | 0,07  | 0         |
| Група грађана "Седма сила" | 16      | 0,01  | 0         |
| Савез социјалне правде | 5       | 0,00  | 0         |
| Неважећи листићи | 7.742   | 2,57  | -         |
| Укупно | 300.926 | 66,9  | 71        |